# Gorteria diffusa
Gorteria diffusa là một loài thực vật có hoa trong họ Cúc. Loài này được Thunb. mô tả khoa học đầu tiên.